# Orthotrichia alveata
Orthotrichia alveata är en nattsländeart som beskrevs av Wells 1979. Orthotrichia alveata ingår i släktet Orthotrichia och familjen smånattsländor. Inga underarter finns listade i Catalogue of Life.